# Evje og Hornnes
Gmina Evje og Hornnes (norw. Evje og Hornnes kommune) – norweska gmina leżąca w regionie Agder. Jej siedzibą jest miasto Evje.
Evje og Hornnes jest 191. norweską gminą pod względem powierzchni.

## Demografia
Według danych z roku 2005 gminę zamieszkuje 3305 osób. Gęstość zaludnienia wynosi 5,89 os./km². Pod względem zaludnienia Evje og Hornnes zajmuje 257. miejsce wśród norweskich gmin.
| ludność stan na 1 stycznia 2005 |         |           |       |
|                                 | kobiety | mężczyźni | razem |
| osób                            | 1652    | 1653      | 3305  |
| %                               | 49,98%  | 50,02%    | 100%  |

| wykształcenie stan na 1 października 2004 |        |         |        |        |
|                                           | podst. | średnie | wyższe | niezn. |
| osób                                      | 517    | 1629    | 434    | 64     |
| %                                         | 19,55% | 61,61%  | 16,41% | 2,42%  |

## Edukacja
Według danych z 1 października 2004:
- liczba szkół podstawowych (norw. grunnskolar): 3
- liczba uczniów szkół podst.: 444

## Władze gminy
Według danych na rok 2011 administratorem gminy (norw. rådmann) jest Jens Arild Johannessen, natomiast burmistrzem (norw. ordfører, d. borgermester) jest Bjørn Alfred Ropstad.